# Devan Nair
Chengara Veetil Devan Nair, známý také jako C. V. Devan Nair (5. srpna 1923 v Malacce, Průlivové osady – 6. prosince 2005 v Hamiltonu, Ontario, Kanada) byl třetím prezidentem Singapuru. Parlament jej zvolil do funkce 23. října 1981. Rezignoval 28. října 1985.

## Mládí
Narodil se v Malacce v tehdejším Malajsku. Když bylo chlapci deset let, rodina odešla do Singapuru. Nair se učil nejprve na základní Rangoon Road Primary School a potom na střední Victoria School, kde složil roku 1940 závěrečné zkoušky.
Po skončení 2. světové války začal nejprve učit jako řadový učitel v St. Joseph' s Institution a později v St. Andrew's School. Brzy se zapojil do odborového hnutí a roku 1949 se stal generálním tajemníkem singapurských učitelských odborů. Roku 1951 byl jako aktivista protikoloniálního hnutí zadržen britskými úřady a vězněn až do dubna 1953. Po svém propuštění pokračoval v odborářských aktivitách jako sekretář továrních a dílenských odborů.

## Počátky politické kariéry
Zpočátku byl členem komunisticky zaměřené Antibritské ligy (Anti-British League), která se r. 1954 spojila s Lidovou akční stranou (People's Action Party, PAP) předsedy Lee Kuan Yewa, a stal se členem jejího vedení. V letech 1956 - 1959 byl opět zadržován Brity ve vazební věznici. Když se strana PAP dostala r. 1959 k moci, byl jmenován politickým tajemníkem ministerstva školství. Po roce rezignoval a začal znovu učit. Téhož roku zřídil Výbor pro vzdělávání dospělých, jehož ředitelem byl v letech 1960 - 1964. Roku 1961 spoluzakládá odborovou organizaci NTUC (National Trade Union Congress) a je zvolen jejím prvním generálním tajemníkem.

## Na vrcholu kariéry
Poté, co se stal Singapur členem Malajsijské Federace, byl jediným zástupcem strany PAP v parlamentu po všeobecných malajsijských volbách 1964, když zvítězil v obvodě Bungsar poblíž Kuala Lumpuru. Poslancem zůstal po celé pětileté období, třebaže se mezitím Singapur od federace oddělil. V Malajsii formoval Demokratickou akční stranu (Democratic Action Party) a stal se jejím generálním tajemníkem.
Po skončení svého volebního mandátu se vrátil do Singapuru, aby vedl odborové hnutí. Organizaci NTUC se snaží přeměnit v silné a pokrokové hnutí, založené na spojení zájmů zaměstnanců, managementu a státu. Inicioval rovněž zakládání zaměstnaneckých pojišťoven a supermarketů. Ve volbách 1979 získal křeslo v parlamentě za volební obvod Anson, o rok později byl zvolen znovu. Rezignoval, když byl 23. října 1981 zvolen prezidentem Singapuru.

## Rezignace
28. října 1985 Nair za nejasných okolností na svůj úřad rezignoval. Ministerský předseda Lee Kuan Yew v parlamentu prohlásil, že Devan Nair odstoupil, aby se léčil z alkoholismu, což exprezident rozhořčeně odmítl. Podle svých slov abdikoval pod nátlakem, když se jeho názory dostaly do konfliktu s premiérem Lee, který vyhrožoval, že uvede v parlamentu do pohybu proces jeho odstranění. Nair a Lee se pak léta navzájem obviňovali a poté, co kanadský časopis Globe and Mail roku 1999 otiskl rozhovor s Nairem, Lee Kuan Yew ho dokonce žaloval pro urážku na cti.

## Poslední léta
Roku 1995 se s manželkou odstěhoval do Hamiltonu v kanadském Ontariu. Jeho žena Avadai Dhanamová zemřela 18. dubna 2005. Sám zemřel v Kanadě o půl roku později.

## Ocenění zásluh a dílo
Za zásluhy a úspěchy byl v odborovém hnutí poctěn roku 1963 řádem Public Service Star a roku 1976 ho vedení Singapurské univerzity (nyní Národní univerzita v Singapuru) jmenovalo doktorem h.c.

## Čtyři publikace
- Who Lives When Malaysia Dies
- Tomorrow – Peril and Promise
- Singapore – Socialism That Works
- Asian Labour and Dynamics of Change